# Фарфоровая мануфактура Людвигсбург

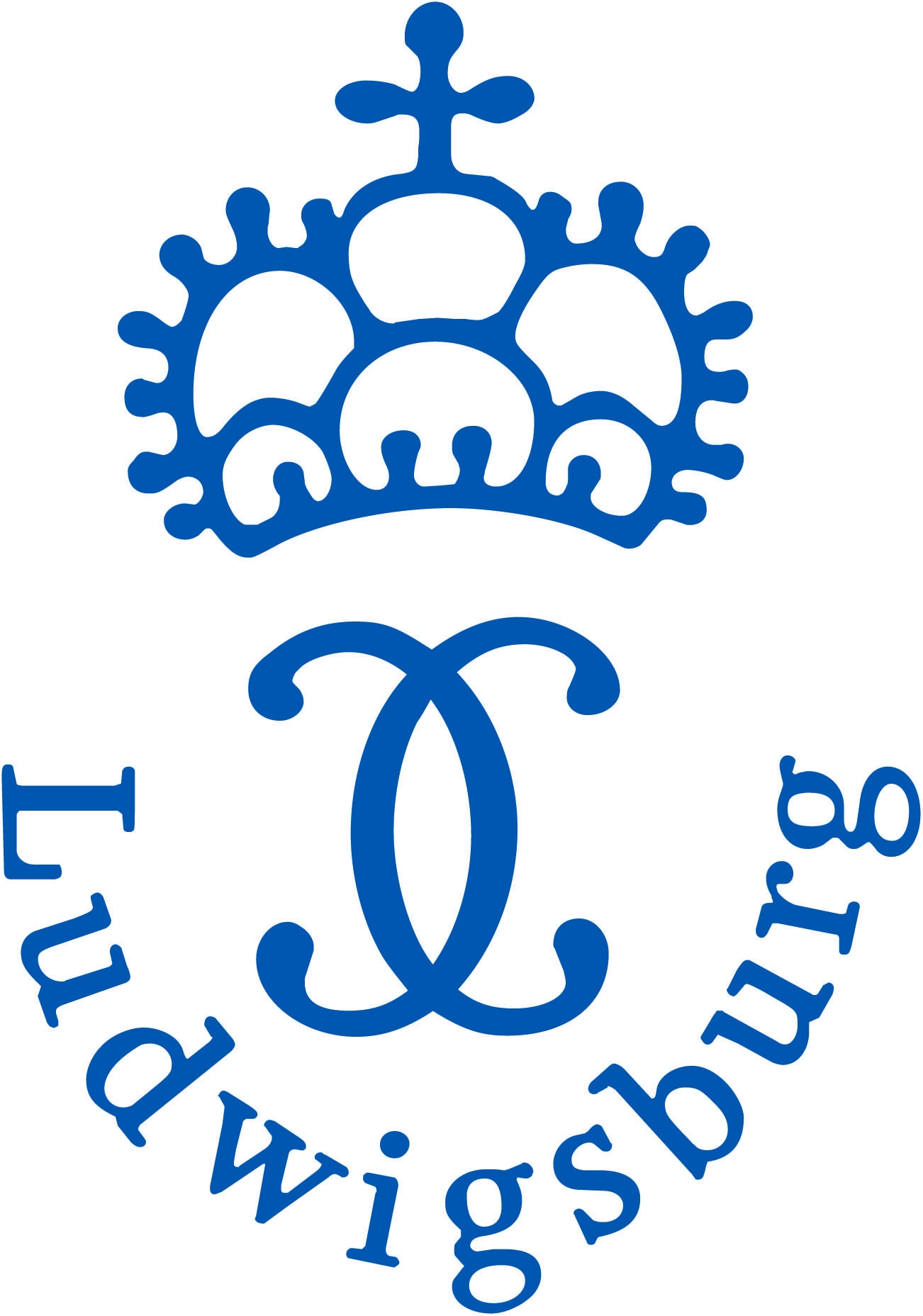
Марка Фарфоровой мануфактуры Людвигсбург

Фарфоровая мануфактура Людвигсбург (нем. Die Porzellan-Manufaktur Ludwigsburg) — одна из значительных западноевропейских фарфоровых мануфактур XVIII века, расположенная в городе Людвигсбург (земля Баден-Вюртемберг) на юго-западе Германии. Наиболее известные марки мануфактуры: две переплетенные буквы «С» синей подглазурной краской, одна из которых перевёрнута, иногда с герцогской короной (1758—1793), литера «L» под короной (1793—1795), «FR» под короной (Fridericus Rex, 1806—1810), «WR» золотом (Wilhelmus Rex, 1816—1824) или «Оленьи рога» из вюртембергского герба с буквой «С».

## История

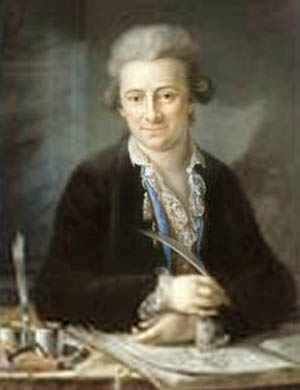
Портрет И. В. Бейера. 1775. Пастель. Музей города Вены

Ещё в 1729 году Элиас Фатер, производитель зеркал и изделий из стекла, предложил герцогу Эберхарду Людвигу идею собственной фарфоровой фабрики, но тогда эта идея показалась излишней. Только в 1756 году в Людвигсбурге была создана небольшая фабрика, а 5 апреля 1758 года указом герцога Карла Евгения Вюртембергского (Carl Eugen von Württemberg) она была переведена в положение герцогской как (Herzoglich-Acht Porcelaine-Fabrique) и действовала на территории Людвигсбургского дворца. После распада Священной Римской империи в 1806 году Вюртембергское герцогство стало королевством и официальное название фабрики изменилось на «Герцогско-Королевскую фарфоровую мануфактуру Людвигсбург» (Herzoglich-Königliche Porzellan-Manufaktur Ludwigsburg). К 1913 году штат мануфактуры составлял двести человек.
После первых двух десятилетий успешной деятельности, главным образом в художественном, но не в финансовом отношении, производство постепенно приходило в упадок. Герцог скончался в 1793 году и это подорвало положение мануфактуры. Производство было закрыто в 1824 году. Мануфактура, получившая название «Дворцовой (Замковой) мануфактуры Людвигсбурга» (Schlossmanufaktur Ludwigsburg GmbH), в феврале 1919 года стала именоваться «Porzellan-Manufaktur Alt-Ludwigsburg GmbH», а затем «Württembergische Porzellanmanufaktur». После многих трудностей была воссоздана в 1948 году, но в 2008 году обанкротилась и окончательно была ликвидирована по финансовым обстоятельствам в 2015 году.

## Художественные особенности фарфора Людвигсбурга
Герцог Евгений приглашал на работу опытных мастеров-технологов и художников. Спустя год после основания он пригласил в качестве директора Йозефа Якоба Ринглера (1730—1804) из Вены, который помимо работы на Венской мануфактуре имел опыт организации аналогичных производств в Хёхсте, Фюрстенберге, Нойдеке, Страсбурге, Вюртемберге и Нимфенбурге. Ринглер имел в своём распоряжении тридцать пять сотрудников. Работал директором до 1802 года. Его сын Филипп Йозеф Ринглер работал на мануфактуре живописцем с 1775 года.
Скульпторами-модельерами мануфактуры были Жан Луи, П. Ф. Лежон и Иоганн Вильгельм Бейер (1725—1796), немецкий живописец и скульптор. Бейер трудился в Людвигсбурге в 1759—1767 годах. Во время своих образовательных поездок в Рим он познакомился с античным искусством и стал, одним из первых в Германии, поклонником классицизма. Кроме различных фигурок в народных костюмах, крестьян, торговцев и музыкантов он создавал аллегорические группы фигур на темы античной истории и мифологии.
Скульптор-модельер Иоганн Гёц и сам герцог, покровитель мануфактуры, были поклонниками музыки и балета. Это объясняет обилие скульптурных фигурок, изображающих музыкантов, известных танцовщиц, персонажей придворных балетных спектаклей и постановок итальянского театра Комедия дель арте.

## Изделия мануфактуры

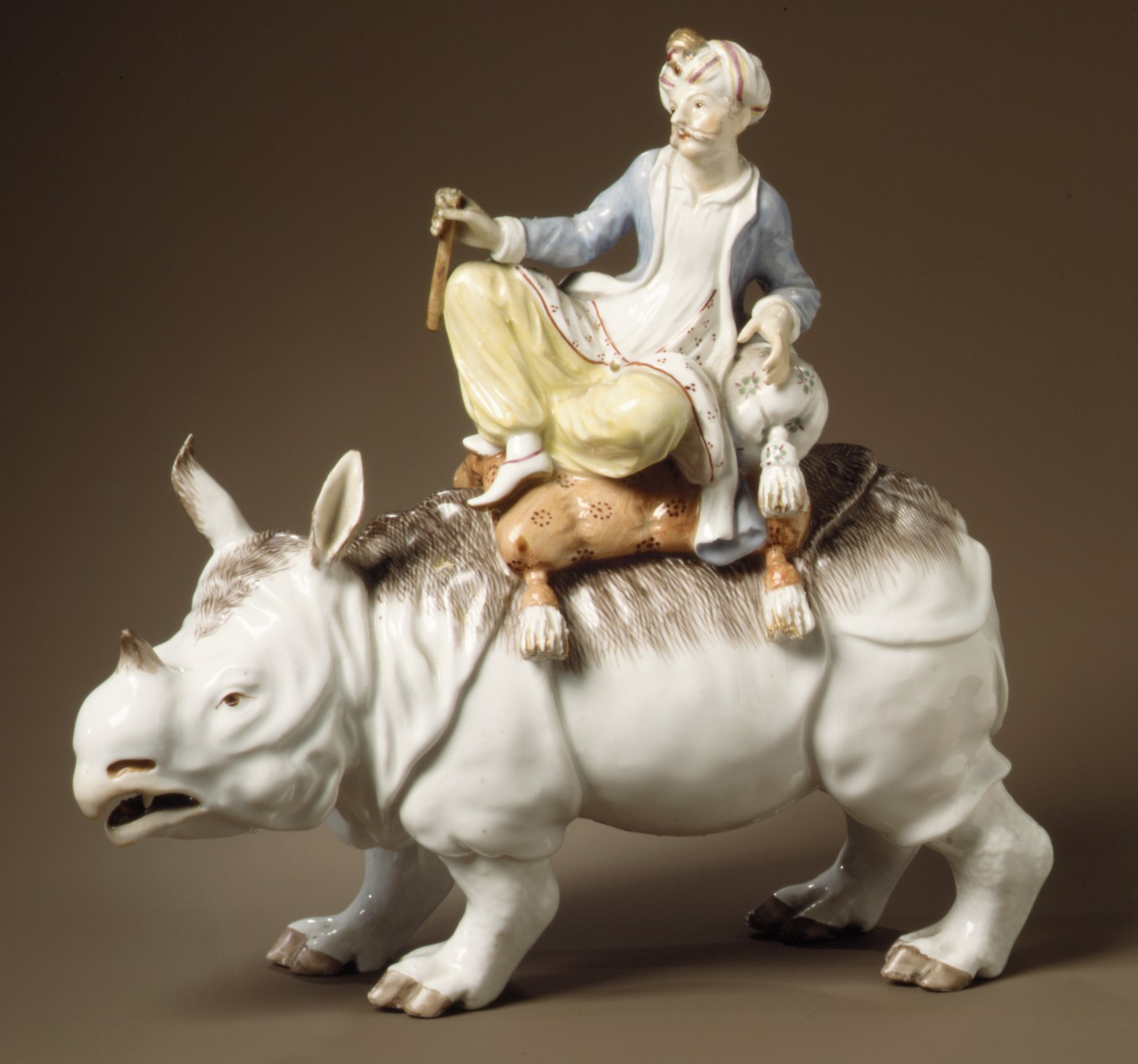
Турок на носороге
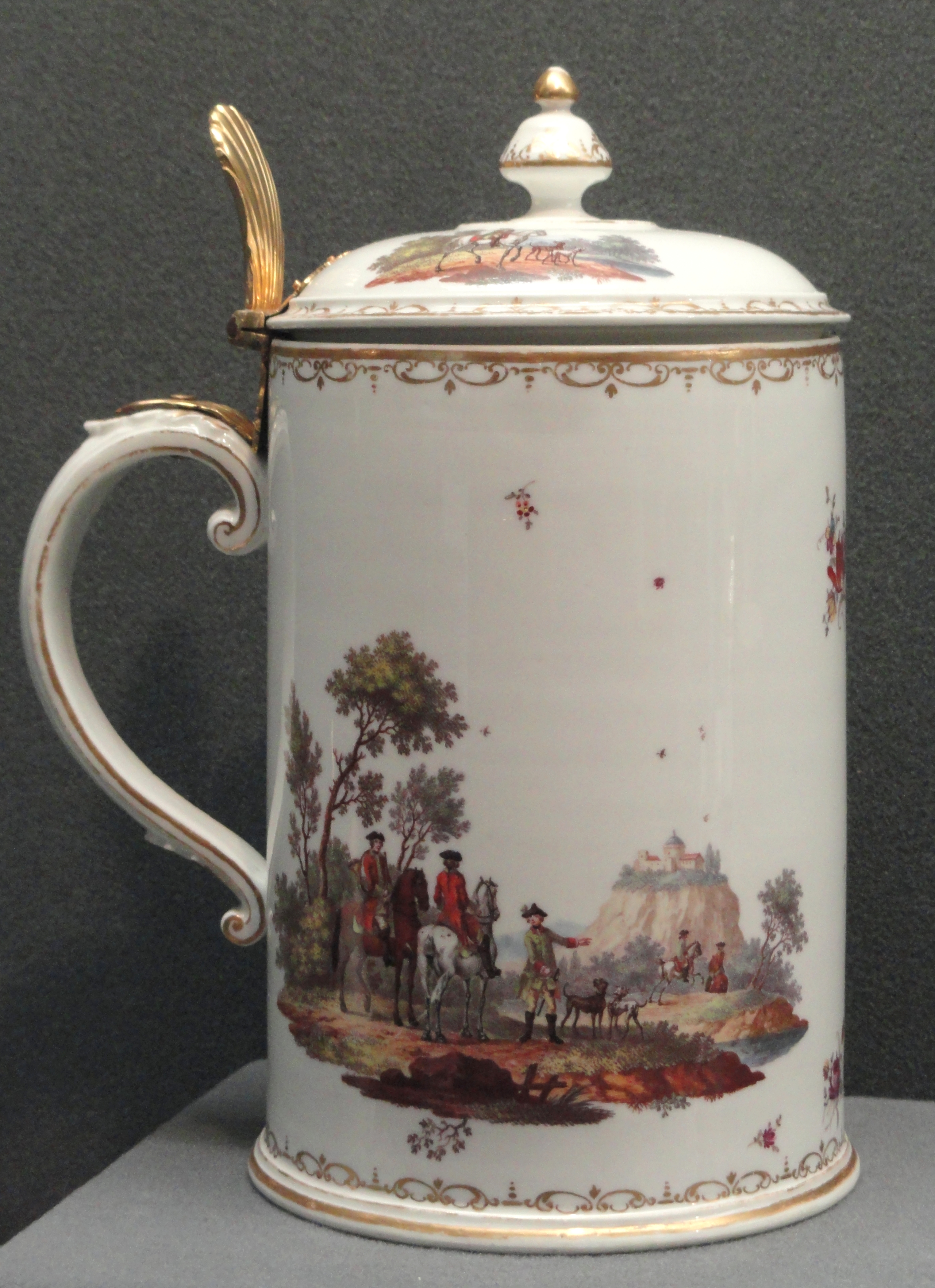
Кружка со сценами охоты
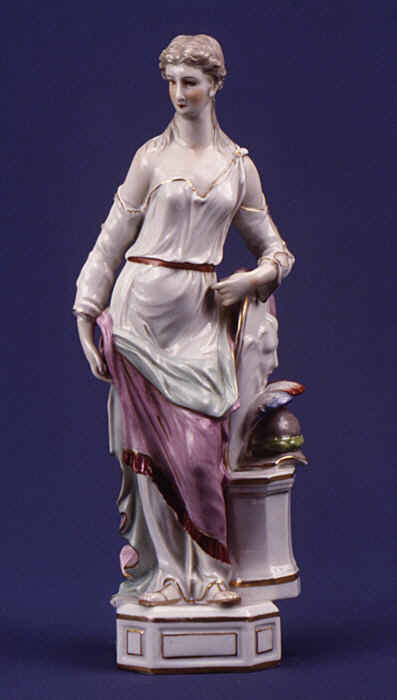
И. В. Бейер. Mинерва
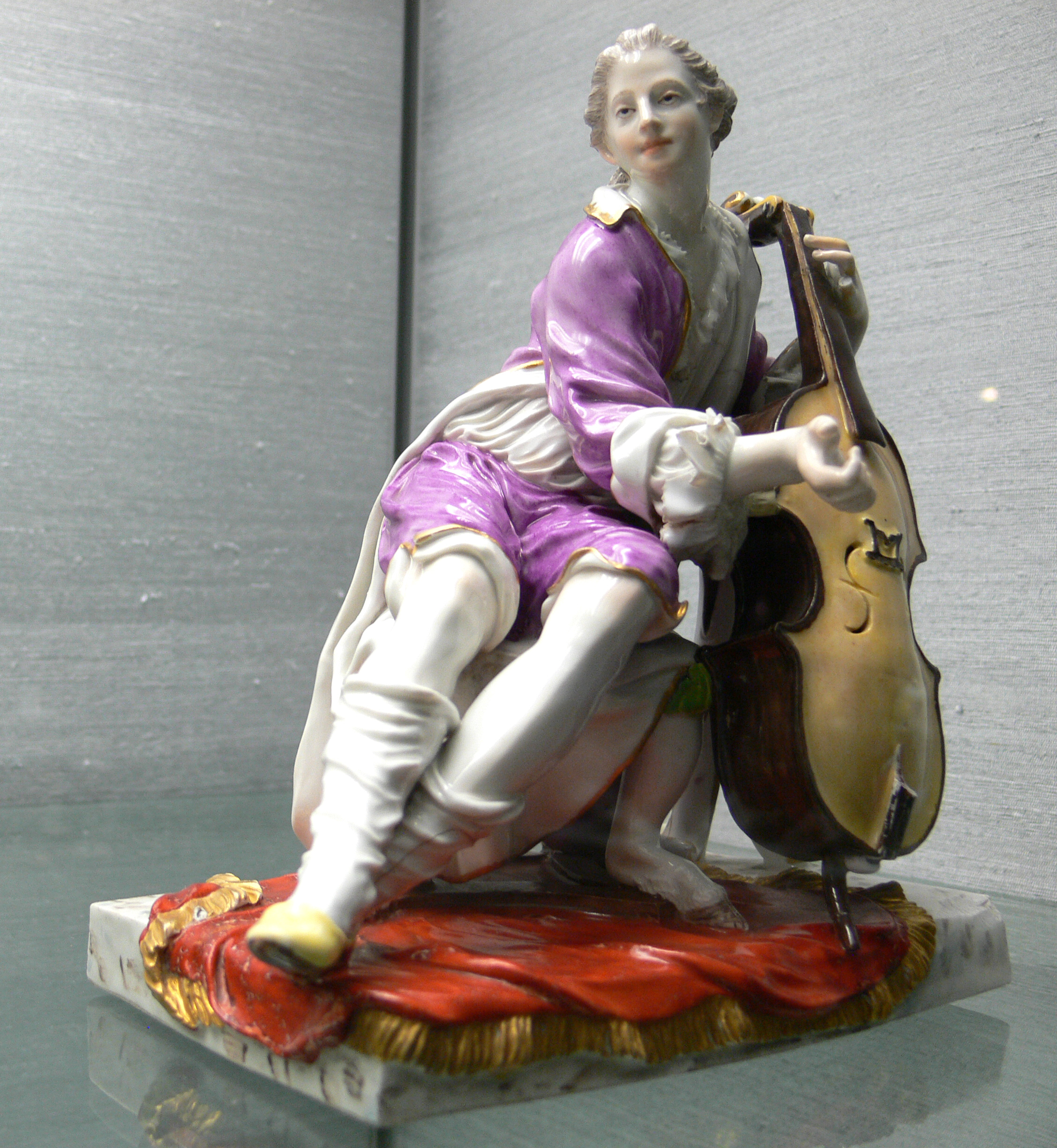
И. В. Бейер. Виолончелистка
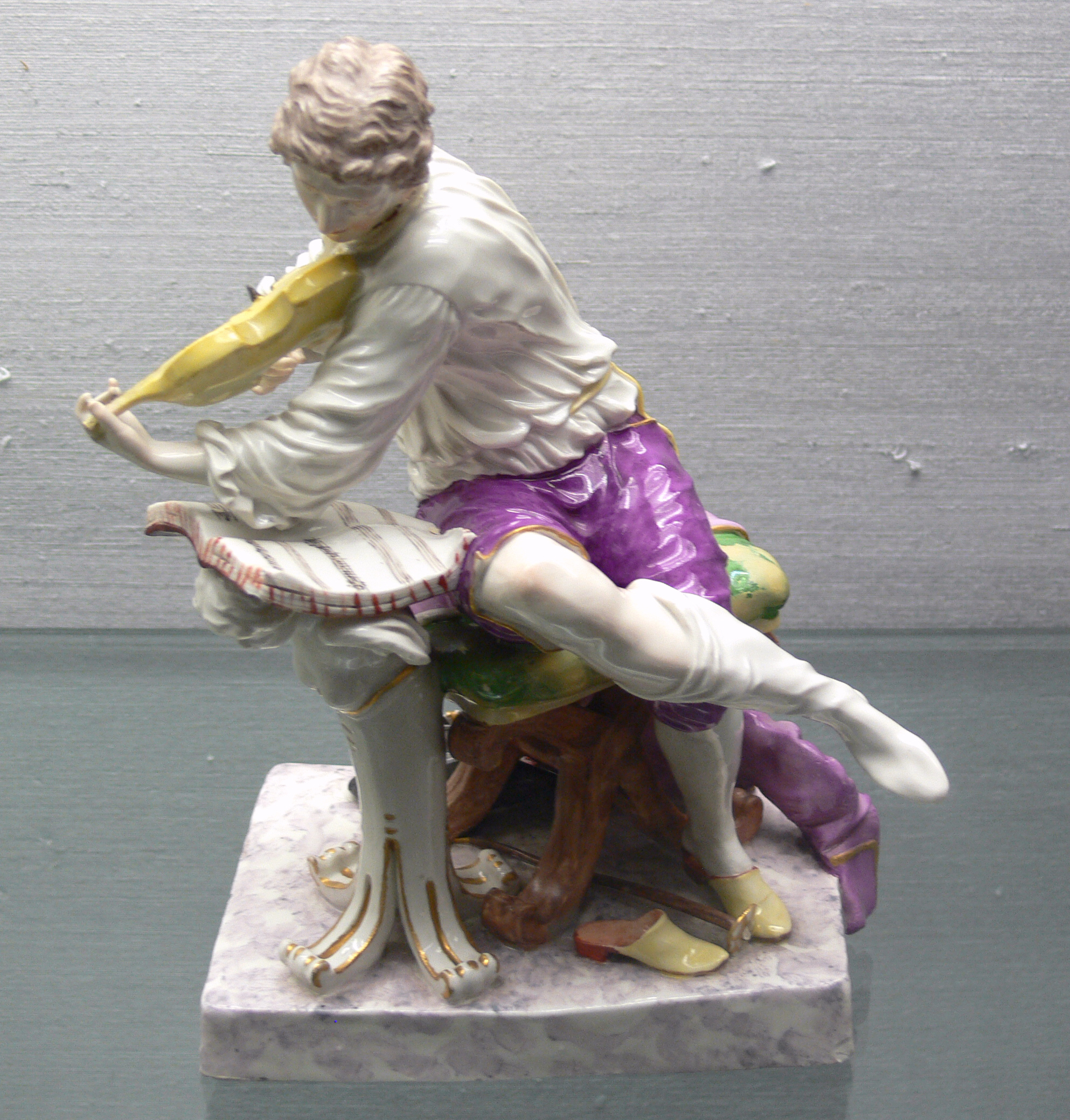
И. В. Бейер. Скрипач
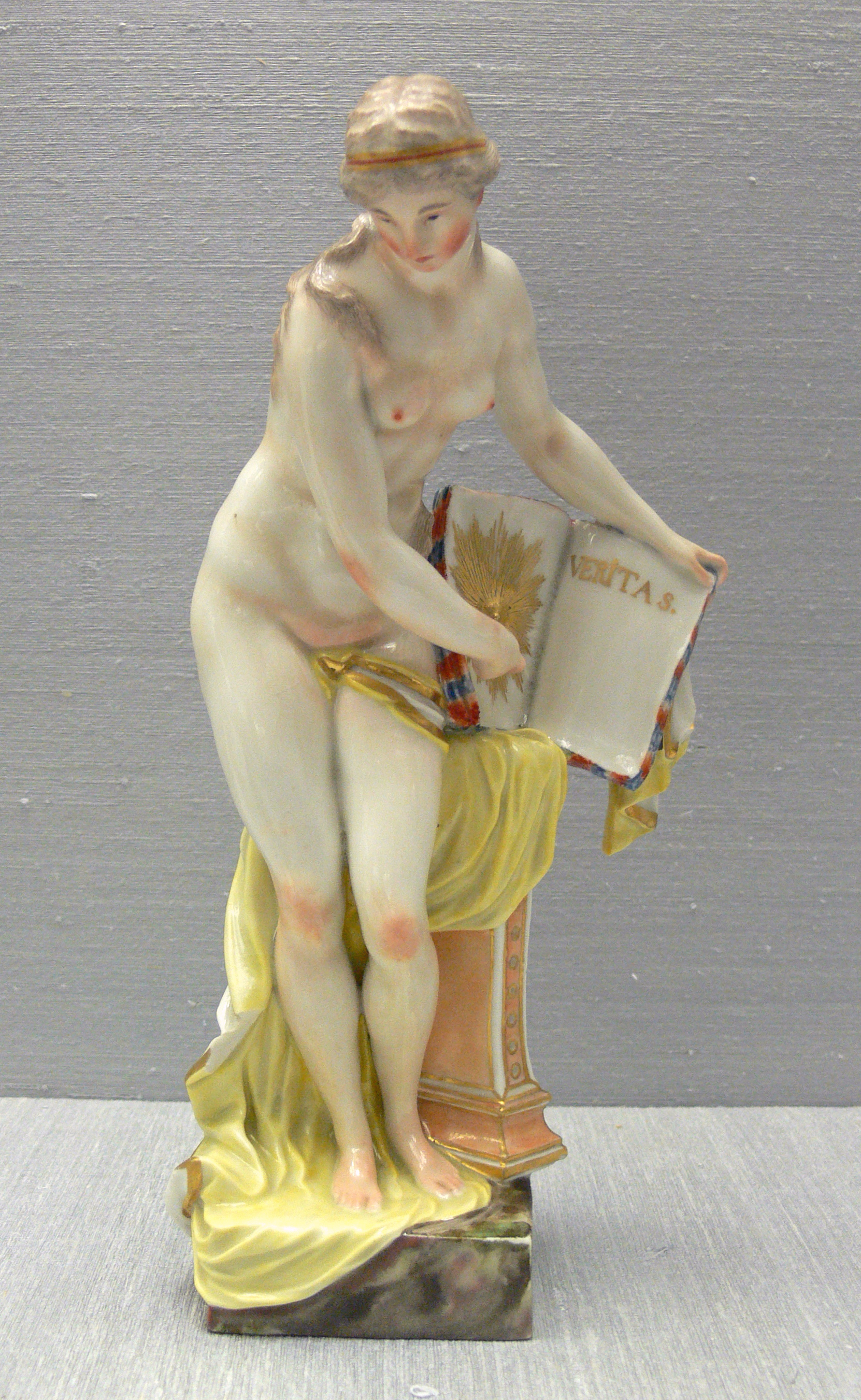
И. В. Бейер. Истина
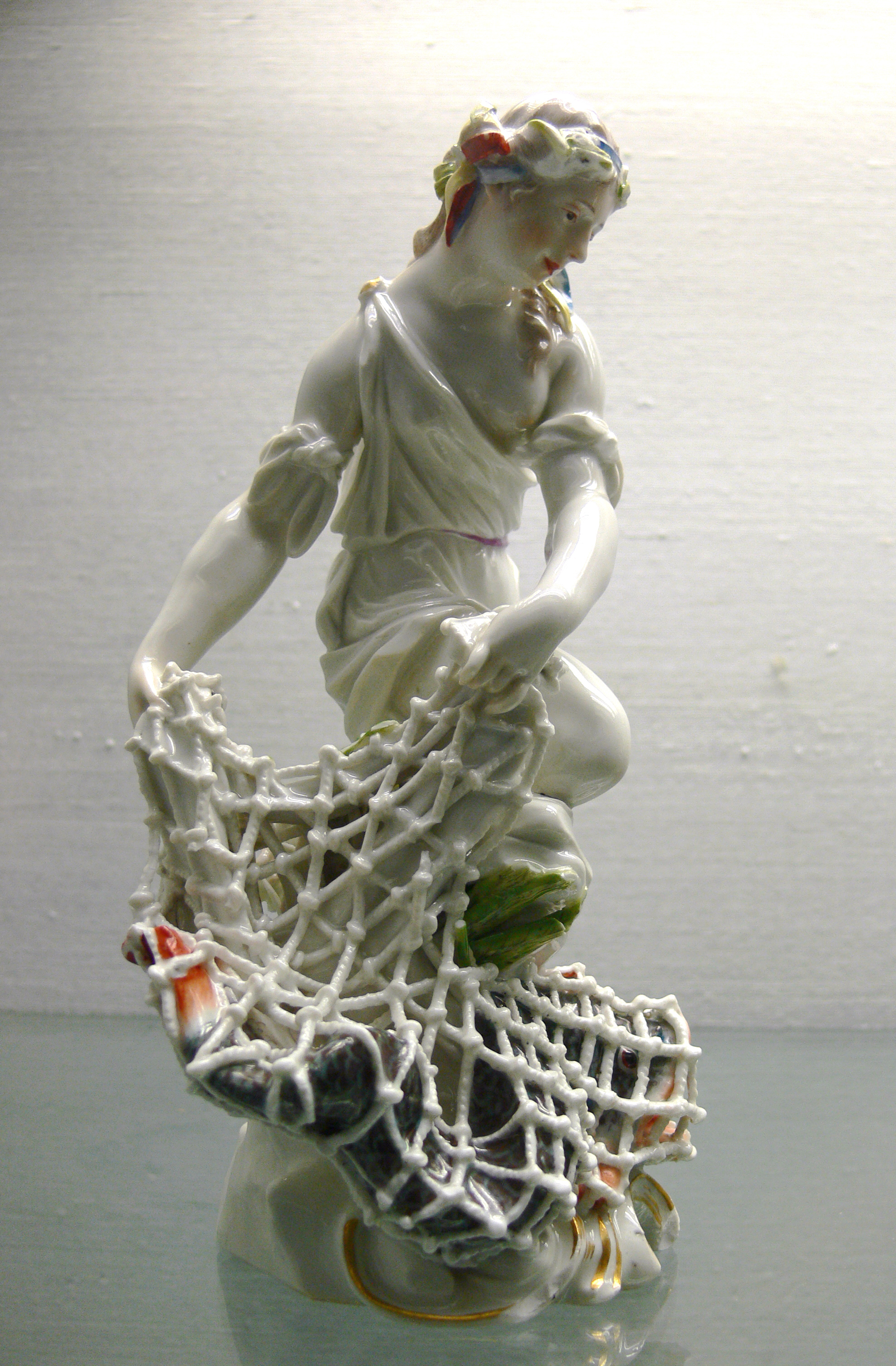
И. В. Бейер. Рыбачка
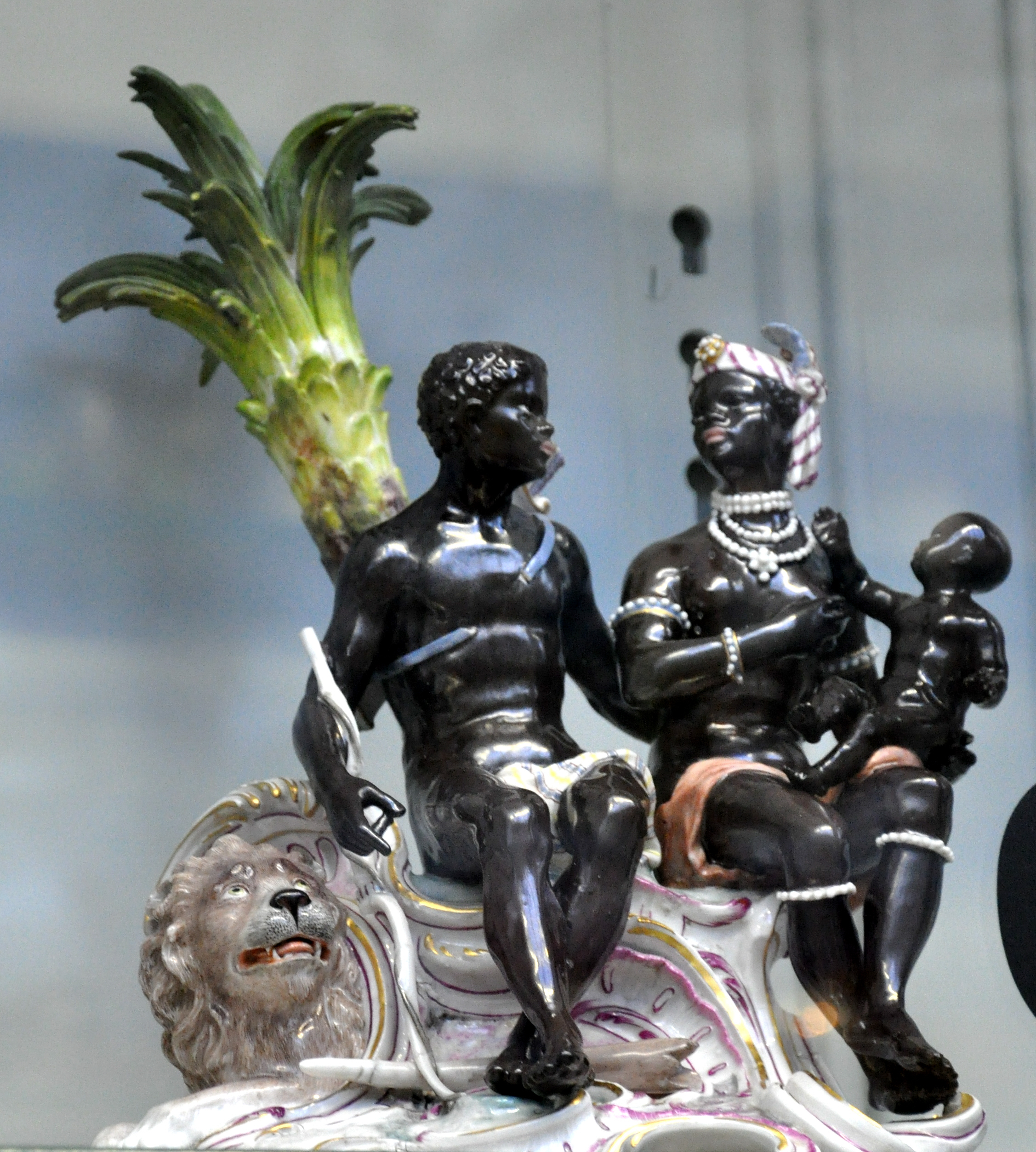
И. В. Гёц. Аллегория Африки